# Hygrotus thermarum
Hygrotus thermarum är en skalbaggsart som först beskrevs av Darlington 1928.  Hygrotus thermarum ingår i släktet Hygrotus och familjen dykare. Inga underarter finns listade i Catalogue of Life.